# Kineska istočna željeznica
Kineska istočna željeznica, Kineska dalekoistočna željeznica ↓1 ili Sjevernomandžurska željeznica ↓2 su povijesni nazivi za željezničku prugu koju je izgradila Carska Rusija potkraj 19. stoljeća u Mandžuriji, zahvaljujući koncesiji vladara iz dinastije Qing. Spaja gradove Čitu i Vladivostok na Ruskom dalekom istoku. Planirana je kao produžetak ruske Transsibirske željeznice.
Do 1905. godine krajnji terminal bio je pod ruskom upravom u posjedu Daljnom. Južni pravac željeznice, poznat pod imenom Južnomandžurska željeznica, izgrađen je završetkom Rusko-japanskog rata. Istočna kineska željeznica bila je u posjedu Kine između 1927. i 1929., kada je nakon Sovjetsko-kineskog sukoba vraćena SSSR-u, da bi ju Sovjetski savez šest godina kasnije prodao novoosnovanoj japanskoj državi Mandžukuo. Završetkom Drugog svjetskog rata vraćena je u posjed Sovjetskog saveza, do 1953. kada je predana pod potpunu kinesku vlast.